# Gomphidia javanica
Gomphidia javanica là loài chuồn chuồn trong họ Gomphidae. Loài này được Förster mô tả khoa học đầu tiên năm 1889.